# Алёшкины
 Алёшкины  — деревня в Афанасьевском районе Кировской области в составе Бисеровского сельского поселения.

## География
Расположена на расстоянии примерно 20 км на север по прямой от районного центра поселка  Афанасьево на правобережье реки Кама.

## История
Была известна с 1873 года часть деревни Скочковская,  в 1905 году отмечалась как деревня Скачковское или Алешкино, дворов 8 и жителей 42, в 1926 (деревня Алешкинская) 8 и 45. В 1950 году в деревне 23 хозяйства и 71 житель, в 1989 оставалось 100 жителей. Настоящее название утвердилось с 1978 года.  

## Население
| 2010 |
| ---- |
| 45   |

Постоянное население составляло 62 человека (русские 100%) в 2002 году, 45 в 2010.